# 许振超
许振超（1950年1月—），山东荣成人，中华人民共和国工人、政治人物，中国共产党党员。原为青岛港的码头工人，后来成为山东省青岛前湾集装箱码头有限公司工程技术部固机经理，全国劳动模范，并且兼任中国科学技术协会常务委员。

## 生平
1967年从青岛第二中学初中毕业后，1967年12月至1974年6月，许振超在山东省青岛国棉七厂当工人。1974年6月，他调到山东省青岛港第二作业区机械四队当工人，自此开始了在青岛港的工作生涯。起初，他操作的是当时中国大陆最先进的起重机械——门机，他用7天时间学会了门机的操作方法，后来又练就了“一钩准”、“一钩清”的技术，降低了装卸工人的劳动量。
1984年，青岛港组建集装箱公司，许振超成为第一批桥吊司机。从1984年3月到1991年，他历任山东省青岛港集装箱公司固机队工人、值班队长、副队长。1991年，许振超出任山东省青岛港集装箱公司固机队队长。任内，他领导桥吊司机们实现了“无声响操作”。由于桥吊由国外厂家生产，维修费用高昂，他通过艰苦的自学，用了4年时间，共倒推了12块电路模板，画出了厚达两尺多的电路图纸，攻克了技术难点，使桥吊的维修成本大大降低。1994年4月，许振超正式加入中国共产党，此后任桥吊队党支部书记。
1997年11月至1999至6月，许振超担任山东省青岛港集装箱公司安全保卫部副经理。1999年6月至2000年10月，担任山东省青岛港集装箱公司机械四队、二队队长兼党支部书记。2000年10月至2001年10月，担任山东省青岛港集装箱公司安质部副经理兼党支部副书记。
2001年，青岛市和青岛港集团启动了前湾集装箱码头的建设工作。但直到2001年11月下旬，桥吊安装仍未取得进展。青岛港集团总裁常德传遂现场任命许振超为桥吊安装总指挥，负责在2001年年底前完成桥吊的安装工作。许振超按时完成了任务。
2001年10月到2003年12月，许振超担任山东省青岛港明港公司固机队、桥吊队队长兼党支部书记。2003年4月27日至4月28日，在青岛港新码头，许振超率工友们在“地中海阿莱西亚”轮上冲击世界装卸纪录，创下了每小时单机效率70.3自然箱、单船效率339自然箱的世界纪录。5个月后，许振超率团队又将单船效率纪录提高到每小时381自然箱。2003年12月起，许振超担任山东省青岛前湾集装箱码头有限公司工程技术部固机经理。2013年10月20日，中国工会第十六次全国代表大会在北京召开，选举产生284名执行委员和执行委员会。10月21日，中华全国总工会第十六届执行委员会第一次全体会议选举他出任副主席。
2004年4月12日，《人民日报》头版头条刊登了长篇通讯《新时代的中国工人许振超》以及评论员文章《当代产业工人的杰出代表》。
许振超是中共十七大代表，第十一届、十二届全国人大常委会委员。2018年2月24日，当选为第十三届全国人大代表。
2024年9月13日，根据《全国人大常委会关于在中华人民共和国成立七十五周年之际授予国家勋章和国家荣誉称号的决定》，许振超被授予“人民工匠”国家荣誉称号。